# Turnera hindsiana
Turnera hindsiana là một loài thực vật thuộc chi Đông hầu, họ Lạc tiên. Đây là loài đặc hữu Ecuador. Môi trường sinh sống tự nhiên của nó là rừng đất thấp ẩm nhiệt đới và cận nhiệt đới.